# Анамур
Анамур (тур. Anamur),арм. Անամուր — город и район в провинции Мерсин на побережье Средиземного моря в южной части Турции, между городами Алания и Мерсин.
Анамур — достаточно большой город, окруженный горами. Дорога, ведущая сюда и дальше на восток, представляет собой запутанный серпантин. Вокруг города множество огромных парников и плантаций с банановыми "пальмами".

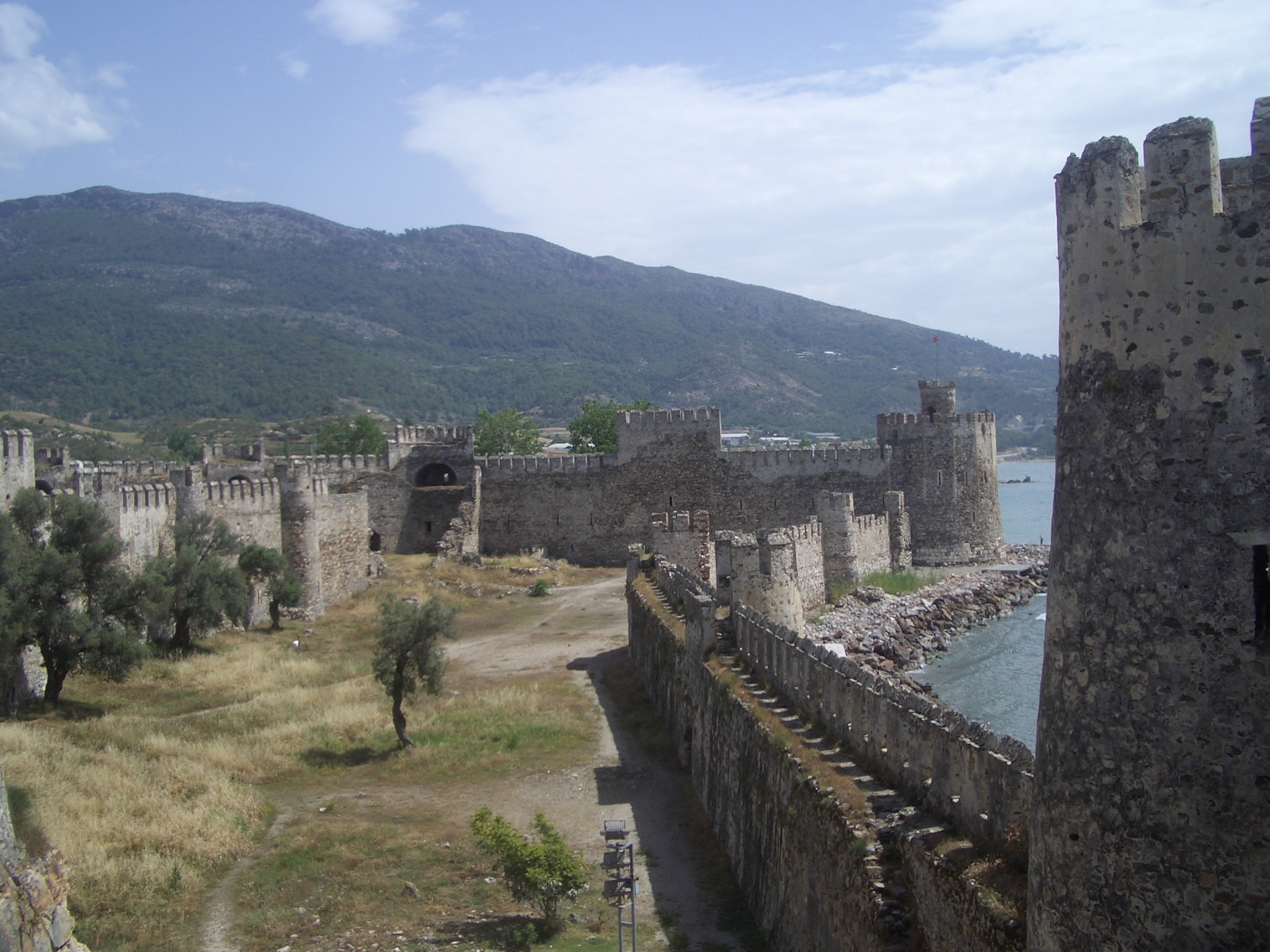
Крепость Мамуре

## История
В 3-2 тыс. д.н.э. здесь существовала хурритское государство Киццуватна.
Первое  упоминание о нём у ассирийских авторов  относится к VII в. до н. э., когда город находился под властью ассирийцев. Затем его захватили персы, у которых его отвоевал Александр Македонский. Затем после правления Селевкидов, ненадолго отошёл к Армянскому Царству Коммагене. В I в. до н. э. для Анамура наступила римская эпоха, ставшая для него периодом расцвета и богатства. В III в. город достиг своего расцвета, и большинство сохранившихся построек относятся именно к этому периоду. Упадок города наступил в Византийский период, из-за опустошительных набегов арабов. В XII в. город завоевали сельджуки. В XI в. здесь правили цари из Малой Армении.С 1080г. по 1515г. это территория Киликийского Армянского Королевства,со столицей в г.Сис(ныне Козан). Крепость Анамур была построена в 1198 г.армянским королём Киликийского Армянского Королевства Левоном II. Постоянно подвергалась атакам Румского султаната. Взята султаном Кейкубадом в 1520 г. В XIII—XV вв. принадлежала Караманогулларам, а в XVI в. — город перешёл к Османам.

## Достопримечательности
- Археологический музей города открыт в 1992 году
- Крепость Мамуре
- Анемуриум